# Otto Mønsted Acthon
Otto Mønsted Acthon (21. december 1917 i København-13. august 1980 i Odder) var en dansk rytter som deltog i OL i London 1948 på hesten Please i ridebanespringning, hvor han brød og ved OL i Helsinki 1952 på hesten Sirdar i military, hvor det blev en 26.-plads.